# Mark Walsh
Mark Walsh (* 2. Februar 1965 in Watford, Hertfordshire) ist ein englischer Dartspieler, der aktuell bei der PDC unter Vertrag steht. Sein Spitzname lautet „Special Brew“.

## Werdegang

### Anfänge
Beim World Matchplay 2002 gab Walsh sein TV-Debüt, als er mit 0-10 gegen John Part verlor.
2004 gab er sein Debüt bei der Weltmeisterschaft der PDC, verlor aber in der ersten Runde mit 0-3 gegen Erik Clarys. Auch 2005 schied er in der ersten Runde aus, als er mit 2-4 gegen Wayne Mardle verlor. 2006, an 12 gesetzt, gewann er dann endlich sein erstes Spiel bei der Weltmeisterschaft, schied aber anschließend in der zweiten Runde aus. In der ersten Runde schlug er zwar Warren Parry mit 3-0, unterlag dann aber gegen Dennis Smith mit 0-4.

### 2007
Er verlor seinen Platz in den Top 16 oder Order of Merit, weil er bei der PDC World Darts Championship 2007 überraschend in der ersten Runde gegen den 19-jährigen Niederländer Rico Vonck verlor. In das Jahr ist er als 15. der Order of Merit gegangen, war aber Ende November nur noch auf Platz 32 zu finden, womit seine Qualifikation für die Weltmeisterschaft 2008 gefährdet war. Zuvor erreichte er im September das Halbfinale der Ireland Open Classic und gewann das für die Oder of Merit irrelevante Gleneagle Irish Masters Anfang November, womit er seine aufsteigende Form unterstrich. Außerdem erreichte er das Halbfinale der PDC German Darts Championship.

### 2008
Bei der PDC World Darts Championship 2008 gewann Walsh sein Auftaktspiel gegen Adrian Gray mit 3-2 und traf anschließend auf Phil Taylor. Obwohl er drei Mal in Führung lag, unterlag er schließlich mit 3-4, was er selbst als großen Erfolg bezeichnet.
Seine gute Form setzte er fort und erreichte drei Viertelfinals (u. a. Open Holland Masters). Zudem kam er in die Runde der letzten 32 bei der UK Open und der US Open. Es folgte ein Halbfinale bei der PDPA Players Championship Las Vegas und die zweite Runde bei der Las Vegas Desert Classic 2008, wo er gegen James Wade verlor. Beim World Matchplay 2008 erreichte er die zweite Runde. Nachdem er Colin Lloyd besiegt hatte, folgte eine Niederlage gegen Kevin McDine. Ebenfalls die zweite Runde erreichte er beim World Grand Prix, als er in der ersten Runde Steve Beaton schlug und anschließend gegen Terry Jenkins verlor. Zudem erreichte er das Viertelfinale der European Darts Championship 2008 und das Finale des PDPA Players Championship Holland 2, welches er allerdings gegen Wade verlor.

### 2009
Bei der Weltmeisterschaft 2009 besiegte er in der ersten Runde Jamie Caven mit 3-2, wobei er fast ein Nine dart finish erzielte. Aber auch dieses Mal war in der zweiten Runde Schluss, weil er mit 2-4 gegen Mervyn King verlor. Am 17. Januar 2009 warf er dann endlich ein Nine dart finish im entscheidenden Leg bei der Eddie Cox Memorial Players Championship gegen Caven, wofür er eine Prämie von 1,600 £ erhielt.
Walsh sicherte sich seinen ersten Titel bei der PDC seit zwei Jahren, als er die Coventry Players Championship 2009 am 28. März 2009 gewann. Im Finale bezwang er Phil Taylor mit 6-4. Einen weiteren Titel holte er, als er bei den UK Open Regional in Derby Raymond van Barneveld mit 6-5 besiegte.

### 2010
Walsh, der an 12 gesetzt war, schied bei der PDC World Darts Championship 2010 schon in der ersten Runde aus und verlor mit 2-3 gegen Mark Webster.

### 2011
Am erfolgreichsten verlief die Weltmeisterschaft 2011 für ihn. Er erreichte das Achtelfinale, nachdem er zuvor Justin Pipe mit 3-1 und Alan Tabern mit 4-3 geschlagen hatte. Im Achtelfinale verlor er dann gegen den späteren Halbfinalisten Terry Jenkins mit 0-4.

## Weltmeisterschaftsresultate

### PDC
- 2004: 2. Runde (0:3-Niederlage gegen  Eric Clarys)
- 2005: 3. Runde (2:4-Niederlage gegen  Wayne Mardle)
- 2006: 2. Runde (0:4-Niederlage gegen  Dennis Smith)
- 2007: 1. Runde (0:3-Niederlage gegen  Rico Vonck)
- 2008: 2. Runde (3:4-Niederlage gegen  Phil Taylor)
- 2009: 2. Runde (2:4-Niederlage gegen  Mervyn King)
- 2010: 2. Runde (2:3-Niederlage gegen  Mark Webster)
- 2011: Achtelfinale (0:4-Niederlage gegen  Terry Jenkins)
- 2012: 2. Runde (3:4-Niederlage gegen  Kevin Painter)
- 2013: Achtelfinale (1:4-Niederlage gegen  Wes Newton)
- 2014: 1. Runde (1:3-Niederlage gegen  Jarkko Komula)

## Titel

### PDC
- Pro Tour
  - Players Championships:
    - Players Championships 2009: 9, 15, 18
    - Players Championships 2010: 37

  - UK Open Qualifiers:
    - UK Open Qualifiers 2005/06: 1
    - UK Open Qualifiers 2009: 7
    - UK Open Qualifiers 2010: 2, 5
- Weitere
  - 2007: Gleneagle Irish Masters
  - 2011: Gleneagle Irish Masters